# Bilateraal verdrag
Een bilateraal verdrag is in de staatskunde een verdrag tussen twee landen. Een trilateraal verdrag is een verdrag met drie landen, een multilateraal verdrag met de meeste landen en een plurilateraal verdrag een deel van die landen.
De belangrijkste rechtsbron van het volkenrecht is het verdrag. Een verdrag is een overeenkomst tussen staten. Daarin worden wederzijds rechten en plichten vastgelegd. Verdragen zijn te onderscheiden naar het aantal daaraan deelnemende landen. 
Een voorbeeld van een bilateraal verdrag is het in 1963 gesloten verdrag tussen Nederland en België betreffende verbinding tussen de Schelde en de Rijn.